# Port lotniczy Balıkesir Koca Seyit
Port lotniczy Balıkesir Koca Seyit (IATA: EDO, ICAO: LTFD) – port lotniczy położony na południe od Edremit, w prowincji Balıkesir, w Turcji.

## Linie lotnicze i połączenia
| Linia Lotnicza    | Kierunek                                     |
| ----------------- | -------------------------------------------- |
| AnadoluJet        | 1. Ankara Sezonowo: 1. Stambuł-Sabiha Gökçen |
| Corendon Airlines | Sezonowo: 1. Kolonia/Bonn                    |
| Pegasus Airlines  | 1. Ankara 2. Stambuł-Sabiha Gökçen           |
| SunExpress        | Sezonowo: 1. Düsseldorf                      |
| Turkish Airlines  | 1. Stambuł                                   |